# Euphlyctis mudigere
Euphlyctis mudigere es una especie de anfibio anuro de la familia Dicroglossidae.

## Distribución geográfica
Esta especie es endémica de Karnataka en la India. Se encuentra en el distrito de Chikmagalur.

## Descripción
Los machos miden de 29 a 34 mm.

## Etimología
El nombre de la especie le fue dado en referencia al lugar de su descubrimiento, la ciudad de Mudigere.

## Publicación original
- Joshy, Alam, Kurabayashi, Sumida & Kuramoto, 2009: Two new species of the genus Euphlyctis (Anura, Ranidae) from southwestern India, revealed by molecular and morphological comparisons. Alytes, París, vol. 26, n.º 1/4, p. 97-116[4]